# Izba Tradycji EKD/WKD im. Tadeusza Gawrońskiego w Grodzisku Mazowieckim
Izba Tradycji EKD/WKD im. Tadeusza Gawrońskiego w Grodzisku Mazowieckim – muzeum prowadzone i powołane przez Warszawską Kolej Dojazdową dnia 11 grudnia 2002 roku. Ekspozycja poświęcona jest historii Elektrycznych Kolei Dojazdowych oraz Warszawskiej Kolei Dojazdowej.

## Ekspozycja
Wystawa podzielona jest na siedem działów ponumerowanych chronologicznie. Ekspozycja obfituje w zachowane zdjęcia, dokumenty, bilety, makiety czy akcesoria kolejowe. Wśród eksponatów znajduje się min. pulpit maszynisty pojazdu EN80, kabina EN94-16 czy fragment słupa trakcyjnego z 1936 roku.
W listopadzie 2022 roku kolekcja Izby została przeniesiona z budynku przy peronie stacji Grodzisk Mazowiecki Radońska do dawnej elektrowozowni EKD z 1927 roku, gdzie umieszczono również pojazdy EN80-16 (1927) i EN94-40 (1972).

## Zwiedzanie
Muzeum otwarte jest tylko w środy i niedziele w godzinach 9:00-13:30 i 9:00-14:30. Orientacyjny czas zwiedzania wynosi ok. 30-45 minut.

## Galeria

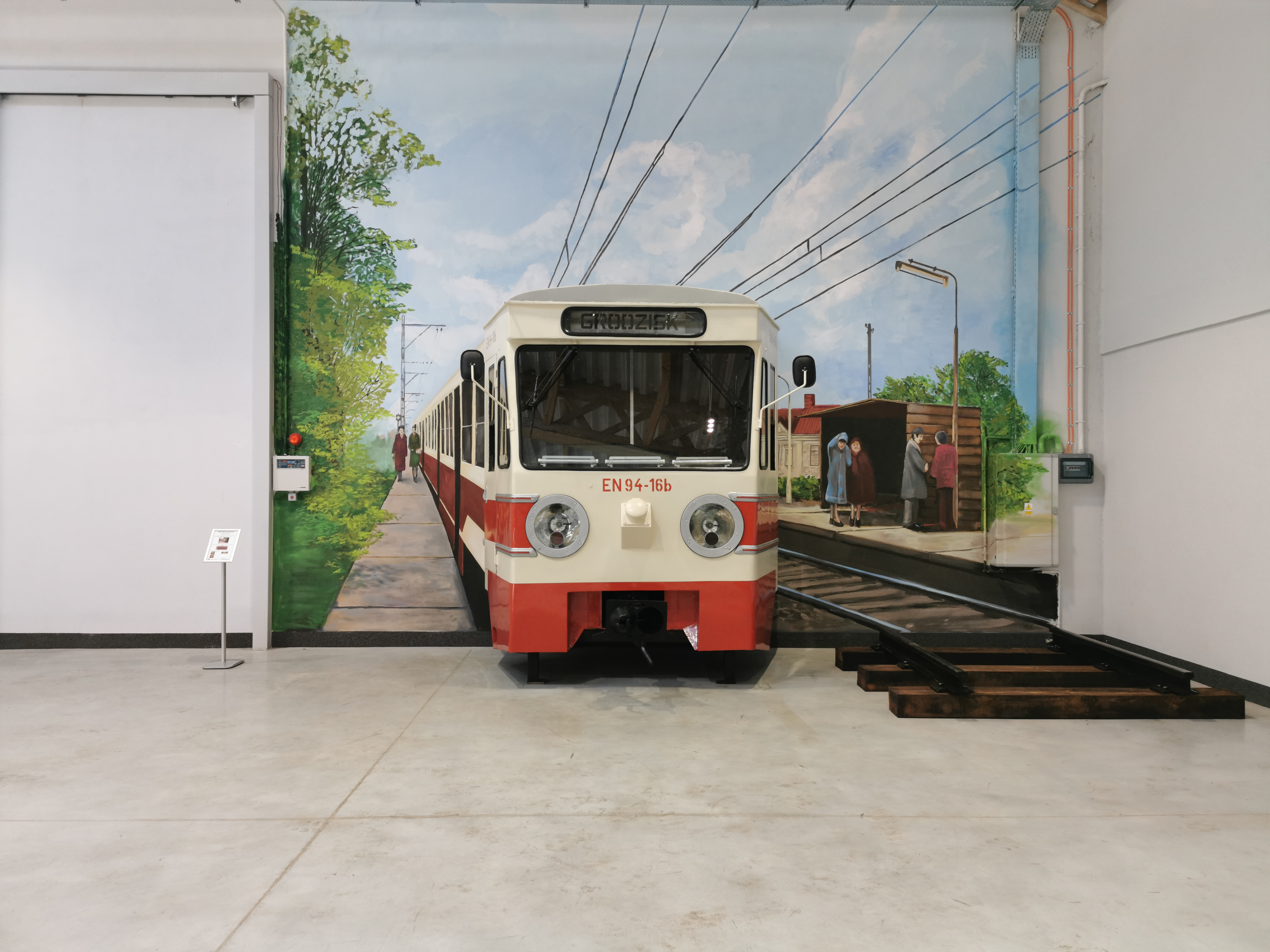
Kabina jednostki EN94-16 i mural
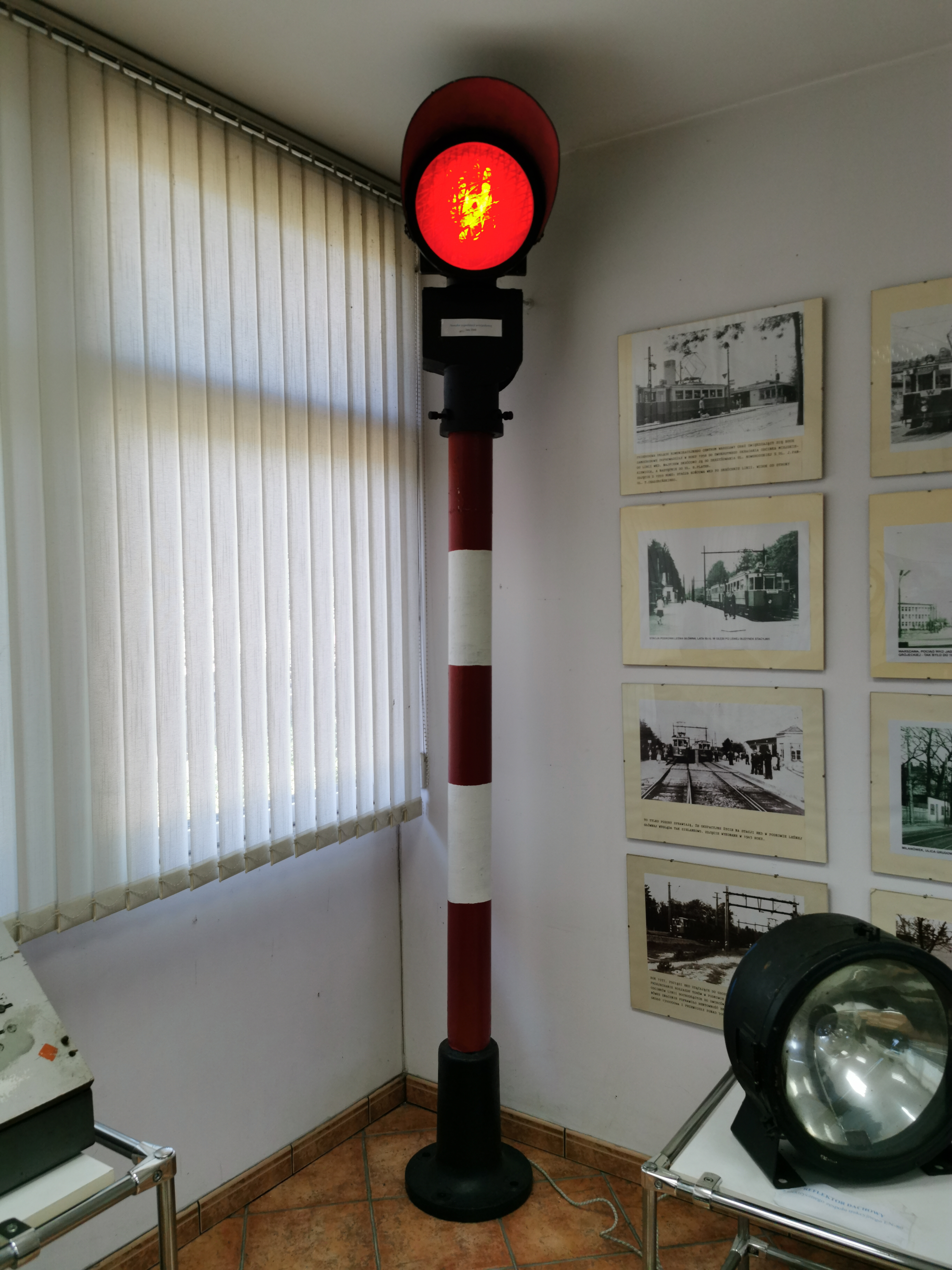
Sygnalizator przejazdowy typu HZ-10, przerobiony poprzez wymianę komory
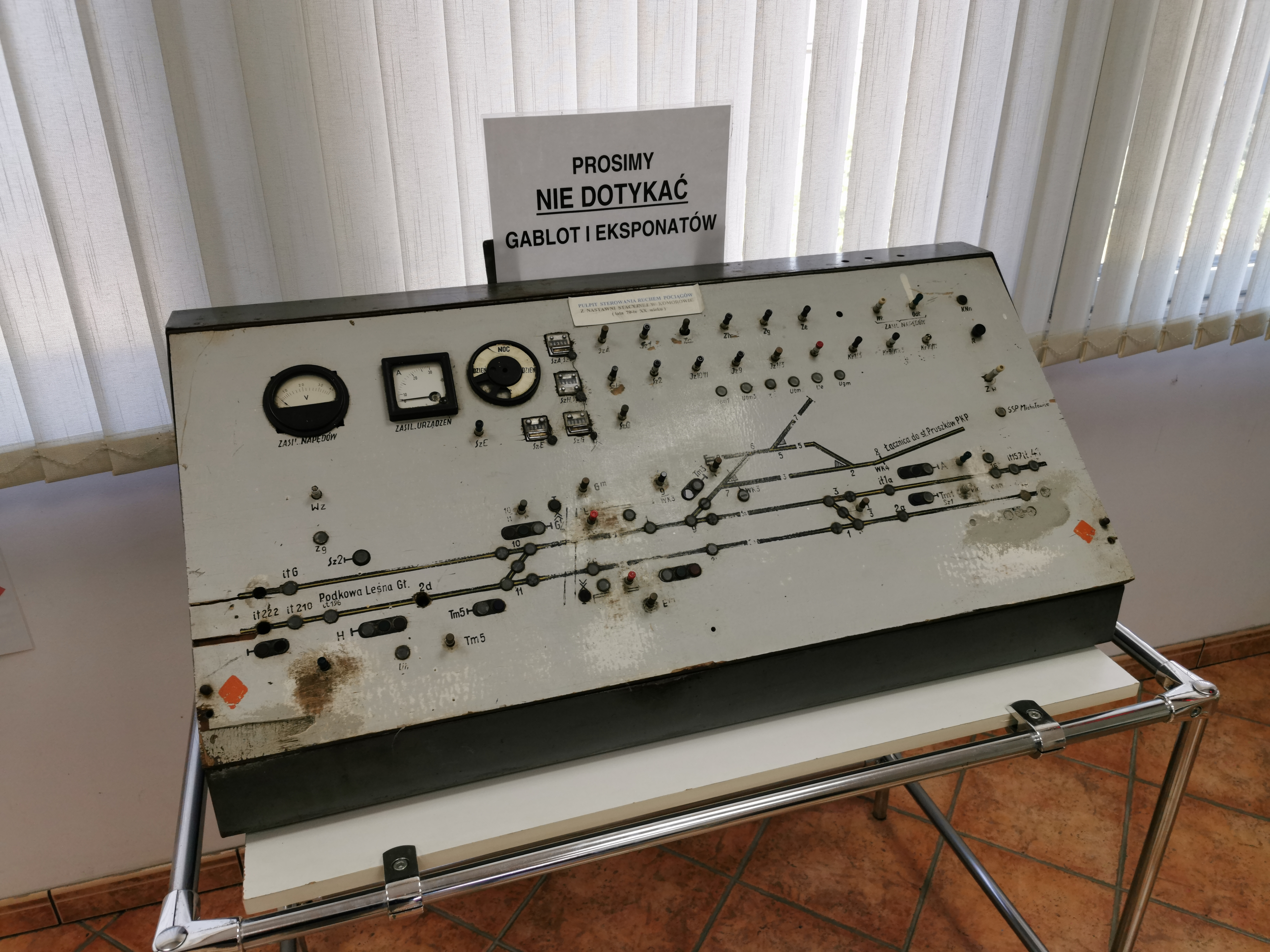
Pulpit nastawczy
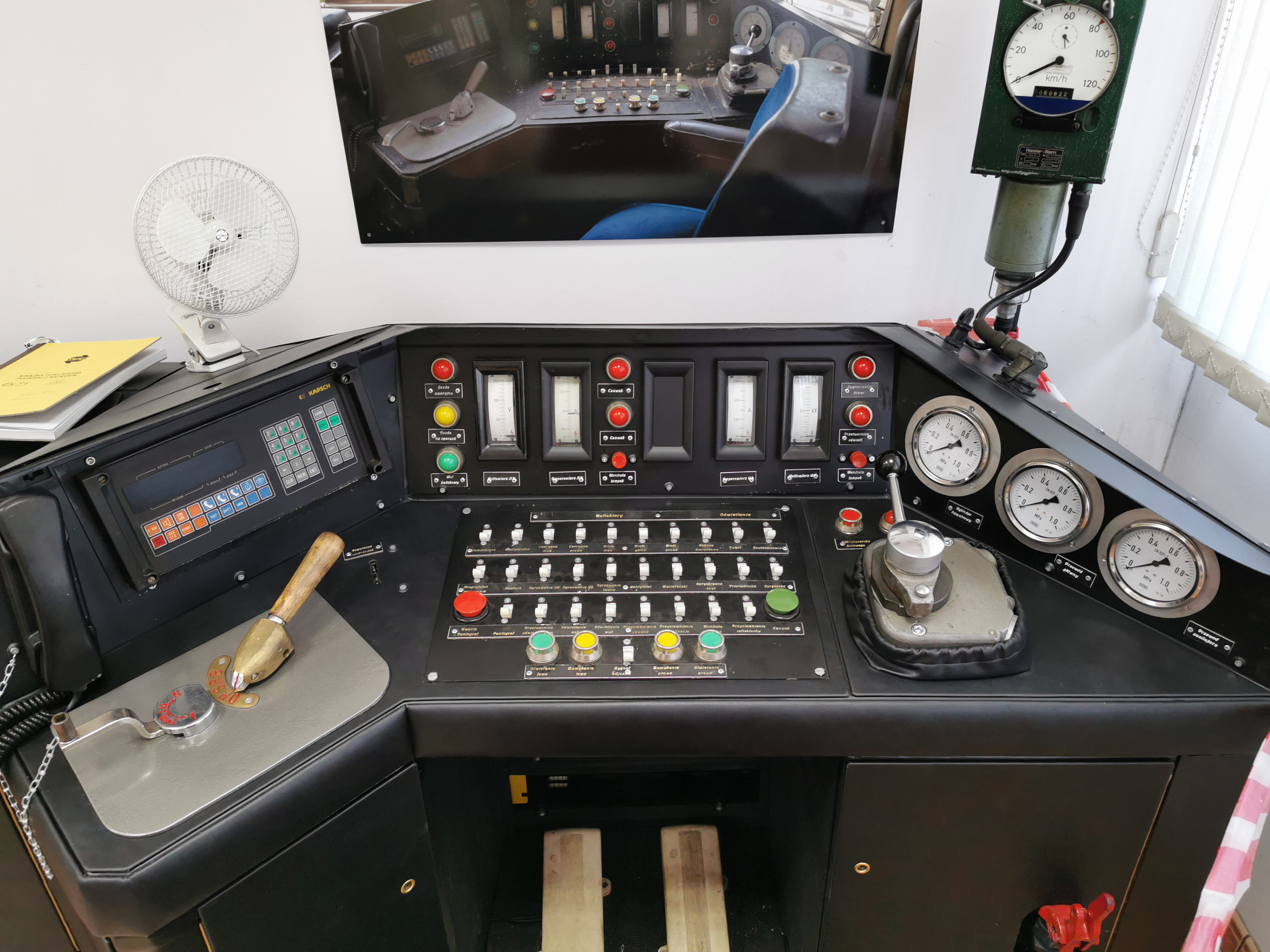
Pulpit jednostki EN94
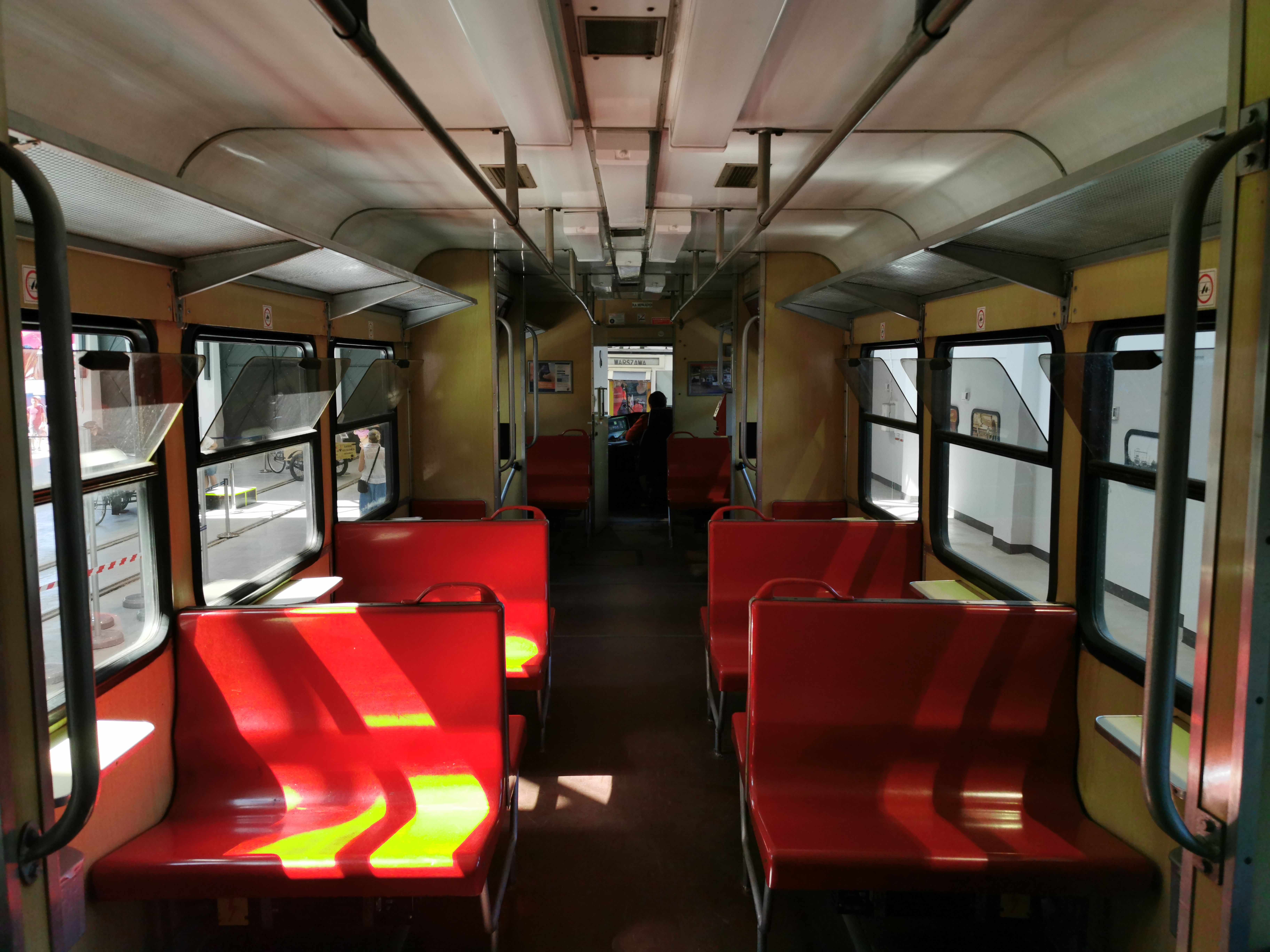
Wnętrze EN94-40